# 多格里球孢虫
多格里球孢虫（学名：Sphaerospora dogieli）为球孢科球孢虫属的动物。分布于俄罗斯以及辽宁等，营寄生生活，寄生在鲇、怀头鲇的膀胱。